# Heartbeat Parade
Heartbeat Parade ist eine luxemburgische Instrumental-Hardcore-Punk-Band.

## Geschichte
Gegründet wurde die Band 2009 in Esch/Alzette vom luxemburgischen Bassisten Félix und dem belgischen Schlagzeuger Vinny, zwei frühere Mitglieder der Hardcore-Band Defdump. 2010 stieß noch der französische Gitarrist Vinch dazu, der vorher in der Band Riktus aktiv war. Heartbeat Parade hat keinen Sänger, setzt jedoch Samples mit Stimmen aus Radio, Fernsehsendungen und Filmen ein.
Ihr erster großer Auftritt war 2010 auf dem luxemburgischen Out of the Crowd Festival, das in der Kufa in Esch stattfand.
Am 22. April 2011 haben sie ihre erste selbstbetitelte Demo-EP veröffentlicht und sind als Neuentdeckung beim Festival Printemps de Bourges (d. h. Frühling von Bourges) in Bourges/Frankreich aufgetreten.
Danach hatte die Band noch weitere Auftritte in anderen Ländern der Europäischen Union.
Am 5. April 2012 veröffentlichten sie ihre zweite EP Burning Nantucket!
Das Musikvideo zum Lied Burning Water wurde von HBP produziert und von Max Breakfast und Marc Pierrard (ebenfalls ein früheres Defdump-Mitglied) gedreht und am 1. Februar 2013 veröffentlicht.
Das erste Album Hora de los hornos (d. h. Stunde der Hochöfen), das von Julien Brenier und Yann Klimezik im Rockhal-Studio, im Mon-Studio und in den Luna-Studios aufgenommen, im 8Corps-Studio von Julien Bernier abgemischt und von Alan Ward im Electric City Studio endbearbeitet wurde, erschien am 16. Februar 2013 bei den Plattenlabels Get A life Records und Who’s Brain Records. Der Titel des Albums ist ein Ausschnitt aus einem Zitat des kubanischen Dichters José Martí, das ganze Zitat lautet: „Es la hora de los hornos y no se ha de ver más que la luz“ (d. h. Es ist Zeit für die Hochöfen und das Licht es ist nicht zu sehen). La hora de los hornos ist ebenfalls der Titel eines Films des argentinischen Regisseurs Pino Solanas (Fernando), der 1968 erschien.

## Stil
Math-Rock, Hardcore Punk und Heavy Metal werden mit Samples voller gesprochener Wörter vereint – kein Gesang, sondern Rhythmus und Gitarrenriffs. Heartbeat Parade haben keinen Sänger, da die Band es ablehnt, dass die Aufmerksamkeit des Publikums sich auf eine einzelne Person fokussiert. Außerdem muss sich die Band so nicht an festgefahrene Strukturen (Strophen, Refrain) halten.

## Diskografie
Album
- 2013: Hora de los hornos (Get A life Records, Who’s Brain Records)
- 2015: Some sort of naked apes (Eigenveröffentlichung)

EPs
- 2011: Heartbeat Parade (Eigenveröffentlichung)
- 2012: Burning Nantucket! (Eigenveröffentlichung)